# 傅寛
傅 寛（ふ かん、? - 紀元前190年）は、秦から前漢にかけての武将。

## 経歴
はじめは魏の五大夫の騎将として魏咎に従ったが、後に劉邦に仕えてその舎人となった。劉邦に従って転戦し、秦将の趙賁の軍を啓封で、おなじく秦将の楊熊の軍を曲遇・陽武で破るなどの功績を挙げ、卿の爵を与えられた。
劉邦が漢王となると封ぜられて共徳君と号し、また右騎将となった。その後も三秦平定などで活躍し、通徳侯に封じられた。
後に韓信・曹参に従って趙（趙歇）・斉（田広）討伐に従軍し、斉将の田解を撃破した。さらに楚の項冠（項羽の一族）・龍且・周蘭などを攻撃するなど貢献し、陽陵侯（食邑二千六百戸）に封じられた。
漢王朝成立後は、斉王韓信の相国となり、田横がまだ降っていなかったので、これに備えた。
5年後には、楚王に遷った韓信に代わり斉王に封じられた劉肥の相国となった。
陳豨が代国の地で叛くと、周勃に属してこれを撃った。また斉国の相国として樊噲に代わって陳豨を撃った。
代国の平定後、その相国に遷り、駐屯軍の統率を兼ねた。2年後には代国の丞相となり、引き続き駐屯軍を統率した。
恵帝5年（紀元前190年）に死去し、景侯と諡された。子の陽陵頃侯傅精が後を継いで、24年で亡くなり、その子の陽陵共侯傅則が後を継いだ。
傅則は12年で亡くなり、その子の傅偃が後を継いだ。しかし、傅偃は31年（紀元前122年）に淮南王劉安の謀反に加担したために誅殺され、封国を除かれた。

## 評価
まったく逸話の残っていない人物であるが、韓信が楚王に移っても傅寛は斉国の相国のまま在任していること、また陳豨の乱の後、陳豨が即いていた代国の相国の地位を任されていることなどから、劉邦の信頼は厚かったと思われる。